# 海溝
海溝（かいこう、英: trench）とは、海底が細長い溝状に深くなっている場所のことである。その深さは最大で水面下1万mに達する。一般に海溝では、海嶺で生まれた海洋プレートがアセノスフェアに沈み込んでいる。

## 概要
海底地形の名称としては、「細長く、特徴的に非常に深い、非対称断面を示す海底の凹地。比較的急峻な斜面を有する。」と定義される。
プレートテクトニクスでは、海溝は海洋プレートが他のプレートの下に沈み込む場所（沈み込み帯）とされる。海溝から斜め下に向かって薄い板状の地震多発域（和達・ベニオフ帯）があり、その上面では逆断層型にずれていることが、海洋プレート沈み込みの証拠のひとつと考えられている。また最近、海山が割れながら海溝に沈んで行くところが発見された。
海溝は大陸辺縁部の中でも活動的辺縁部で形成される。大陸辺縁部がプレート境界に近いために大陸棚は狭く、大陸斜面は急峻となり海溝を形成する。反対に大陸辺縁部がプレート境界から遠い場所では大陸棚は広く、コンチネンタル・ライズと呼ばれる緩やかで滑らかな海底斜面を形成し、深海平原へとつながる。活動的辺縁部では地震が多発し火山活動も活発だが、それ以外の大陸辺縁部は比較的安定しており地震は少なく火山活動もない。

## トラフ
海溝と同じような海底構造にトラフ（trough、舟状海盆）がある。6,000m以上の深さのものを海溝と呼び、それより浅いものはトラフと呼ばれる。南海地震、東南海地震を起こす南海トラフなどは、浅いだけで海溝と同じ沈み込み帯だが、トラフの中にはそれとは異なり他の成因のものもある。

## 地震・火山・列島
海溝では、沈み込む海洋プレートとその上のプレートとの間の摩擦のため、スムーズにすべるのではなく間欠的に急激にずれることで沈み込みが進行する。この急激なずれが海溝型地震で、日本においては南海地震・東南海地震・東海地震などがこれにあたる。またそれ以外にも海洋プレート内部が割れたり、その上のプレートが海洋プレートに押されることで割れたりするため、海溝周辺は地震多発地帯である（詳細は断層を参照）。
海溝から海洋プレートが沈み込んで一定の深度に達すると岩石の一部が融解してマグマとなり、上昇して地表に火山を形成するため、海溝には平行する火山帯が伴う（詳細は火山を参照）。多くは日本列島のような火山列島の形をとり、南アメリカ大陸西岸のアンデス山脈にのみ大陸上に火山帯がある。これを島弧‐海溝系という。
北アメリカ大陸西岸にも同様の火山帯、カスケード山脈があるが、海溝は陸からの堆積物で埋め立てられており不明瞭である。

## 主な海溝
| 海溝                              | 場所                                                | 深さ                |
| --------------------------------- | --------------------------------------------------- | ------------------- |
| マリアナ海溝                      | 太平洋 マリアナ諸島の東側（サイパン島を含む）       | 10,924m（世界最深） |
| トンガ海溝                        | 太平洋 ケルマデック海溝の北、トンガのすぐ東         | 10,882m             |
| フィリピン海溝                    | 太平洋 フィリピンの東側                             | 10,057m             |
| ケルマデック海溝                  | 太平洋 ニュージーランドの北、ケルマデック諸島の東側 | 10,047m             |
| 伊豆・小笠原海溝                  | 太平洋 伊豆・小笠原両諸島の東にある                 | 9,780m              |
| 千島・カムチャツカ海溝            | 太平洋 千島・カムチャツカ両列島の南東にある         | 9,550m              |
| ニューヘブリデス海溝              | 太平洋 ニューカレドニア島の北東                     | 9,175m              |
| ヤップ海溝                        | 太平洋 ヤップ島の東側                               | 8,946m              |
| プエルトリコ海溝                  | 大西洋 西インド諸島、プエルトリコのすぐ北側         | 8,605m              |
| サウスサンドウィッチ海溝          | 大西洋 サウスサンドウィッチ諸島の東側               | 8,428m              |
| チリ海溝                          | 太平洋 南アメリカ大陸のすぐ西にある                 | 8,170m              |
| 日本海溝                          | 太平洋 東北地方の沖合いにある                       | 8,020m              |
| アリューシャン海溝                | 太平洋 アリューシャン列島のすぐ南                   | 7,679m              |
| 琉球（南西諸島）海溝              | 太平洋（フィリピン海） 南西諸島の東方に分布している | 7,507m              |
| ジャワ（インドネシア/スンダ）海溝 | インド洋 ジャワ島の南                               | 7,125m              |
| 中央アメリカ海溝                  | 太平洋 メキシコ西岸                                 | 6,669m              |

（理科年表 平成19年版より ）
なお、マリアナ海溝の一番深いところは、チャレンジャー海淵と呼ばれている。その海淵付近まで、潜水艇によって人類は到達している。詳しくは「マリアナ海溝」を参照。

## 湧水域
海溝では海洋プレートが他のプレートの下に沈みこむ時に長年プレートの上に積もった堆積物から断層に沿って間隙水が搾り出される湧水域と呼ばれる場所がある。1984年にオレゴン沖の深度2,000mの海底で初めて発見されて以降、南海トラフ、日本海溝、バルバドス海域でも見つかっている。湧水域では硫化水素やメタンを含んだ海水が湧き出している。

## 備考
日本では、株価等の暴落や、深い事、深い場所の比喩として、海溝、日本海溝、マリアナ海溝などの名前が使われる事がある。